# 长寿 (南诏)
长寿（769年—779年）是南诏阁罗凤的年号，共计11年。

## 年號及改元出處
- 倪輅《南詔野史》：「蒙閣羅鳳，……唐天寶八年立，年十九歲。改元長壽。……（大曆）十七年，王卒，謚神武。」
- 胡蔚《增訂南詔野史》：「閣羅鳳，唐玄宗天寶戊子七載即位，年三十六歲。……天寶十一載……鳳遂改是年為贊普鍾元年。……代宗戊午大曆十三年，閣羅鳳卒，在位三十年。」
- 王崧《雲南備徵志》：「閣羅鳳之立，以天寶八年。……天寶十年……僭國號曰大蒙，始建年號曰贊普鍾。……大曆十四年死，偽謚神武，子鳳伽異未嗣而死，孫異牟尋立。僭改元：贊普鍾七、長壽十一。」
- 諸葛元聲《滇史》：「蒙氏五世閣羅鳳，唐玄宗天寶八載立，……天寶十一載壬辰，閣羅鳳改年為贊普鍾元年，自號『大蒙國』；……大曆四年己酉，閣羅鳳改元長壽。此蠻夷僭稱年號之始。……大曆十四年，……閣羅鳳死，壽七十一，偽謚神武王。」
- 李京《雲南志略》：「禪其子閣羅鳳，是為武王。改元建鍾。雲南改元始此。……在位二十年，禪其子鳳伽異，自號「主父」，居太和城。鳳伽異立，是為悼惠王。改元長壽。徙都鄯闡。在位十一年。」
- 楊慎《滇載記》：「閣羅鳳之立，以天寶八年故事。……天寶十年……儉國號曰大蒙，始建年號曰贊普鍾。……代宗大曆十四年死。偽謚神武，子鳳伽異未嗣而死，孫異牟尋立。僭改元贊普鍾七，長壽十一。」
- 馮蘇《滇考》：「閣羅鳯遂以贊普鍾紀年，僭號大蒙國。……（大曆）四年，改元長壽。又十年死，偽謚神武。」
- 《白古通記淺述》：「第五主諱閣羅鳳，……天寶八年，改元長壽。……天寶十一年壬辰，主始建年號曰贊普鍾元年。……天寶十三年，……是年改元長壽。」
- 鍾淵映《歷代建元考》：「神武王閣羅鳳，皮羅閣子，以唐天寶八年己丑嗣立，始叛唐，改國號曰大蒙。吐蕃封為東帝，改元二：贊普鐘、長壽。《舊唐書》閣羅鳳臣吐蕃，吐蕃令閣羅鳳為贊普鍾，號曰東帝，結以金印，蠻謂弟為鍾。楊慎《滇載記》以為改元贊普鍾，豈即吐蕃之偽稱以為紀年之號耶？俟博雅者詳焉。」
- 李兆洛《歷代紀元編》：「閣羅鳳　贊普鍾　長壽」
- 王崧《道光雲南志鈔》：「（天寶）七載十二月，蒙歸義薨，子閣羅鳳立。……九載……閣羅鳳遂改正朔稱贊普鍾元年，僭號大蒙國。……（大曆）四年，閣羅鳳改元長壽，……十四年，閣羅鳳死，偽謚神武。」
- 倪蛻《滇雲歷年傳》卷 四：「（天寶）七載十二月，特進雲南王越國公開府儀同三司蒙歸義薨，子閣羅鳳立。……十一載，……鳳遂改正朔，稱贊普鍾元年。僭號大蒙國。……（大曆）四年，閣羅鳳改元長壽，……十四年九月，閣羅鳳死，孫異牟尋立，……」

## 纪年
| 長壽 | 元年  | 二年  | 三年  | 四年  | 五年  | 六年  | 七年  | 八年  | 九年  | 十年  |
| ---- | ----- | ----- | ----- | ----- | ----- | ----- | ----- | ----- | ----- | ----- |
| 公元 | 769年 | 770年 | 771年 | 772年 | 773年 | 774年 | 775年 | 776年 | 777年 | 778年 |
| 干支 | 己酉  | 庚戌  | 辛亥  | 壬子  | 癸丑  | 甲寅  | 乙卯  | 丙辰  | 丁巳  | 戊午  |
| 長壽 | 11年  |       |       |       |       |       |       |       |       |       |
| 公元 | 779年 |       |       |       |       |       |       |       |       |       |
| 干支 | 己未  |       |       |       |       |       |       |       |       |       |

## 同期存在的其他政权年号
- 中國
  - 大曆（766年—779年）：唐代宗的年號
  - 大兴（738年—794年）：渤海国文王大欽茂的年号
- 日本
  - 神護景雲（767年—770年）：奈良時代稱德天皇之年號
  - 寶龜（770年—781年）：奈良時代光仁天皇之年號